# Gildebuurt
Gildebuurt is een buurt in het stadsdeel Woensel-Zuid in de stad Eindhoven. De buurt ligt ten noorden van Eindhoven Centrum binnen de ring. De buurt behoort tot de wijk Oud-Woensel. Op 1 januari 2023 telde de buurt 2.300 inwoners, verdeeld over 1.029 woningen, met een gemiddelde WOZ-waarde van € 288.000, op een oppervlakte van 0,21 km².
De buurt Gildebuurt ligt tussen de Veldmaarschalk Montgomerylaan, de Ring, de Woenselse Markt en de Kruisstraat. De Kruisstraat en Woenselse Markt is winkelgebied en verder bestaat het woongebied uit kleine vooroorlogse arbeiderswoningen. De Veldmaarschalk Montgomerylaan echter wordt voornamelijk omzoomd door hoogbouw.
De buurt ontstond in de jaren '20 van de 20e eeuw op initiatief van de Protestantsche Woningbouwvereeniging "Helpt U Zelf door Samenwerking". Deze voorzag in de woningbehoefte van niet-katholieke arbeiders uit het noorden en oosten van Nederland die hier ten gevolge van de economische opbloei kwamen wonen. Via diverse fusies is deze vereniging opgegaan in Woningcorporatie Wooninc.
De Gildebuurt refereert aan de straatnamen, die naar ambachten zijn vernoemd: Weverstraat, Spinnerstraat, Visserstraat, Verwerstraat, Bakkerstraat, Slagerstraat, Schoenmakerstraat, Looierstraat, en Gildelaan. De Wassenaarstraat is echter naar een zeeheld vernoemd, overeenkomend met soortgelijke straatnamen in de buurt Hemelrijken.

## Foto's

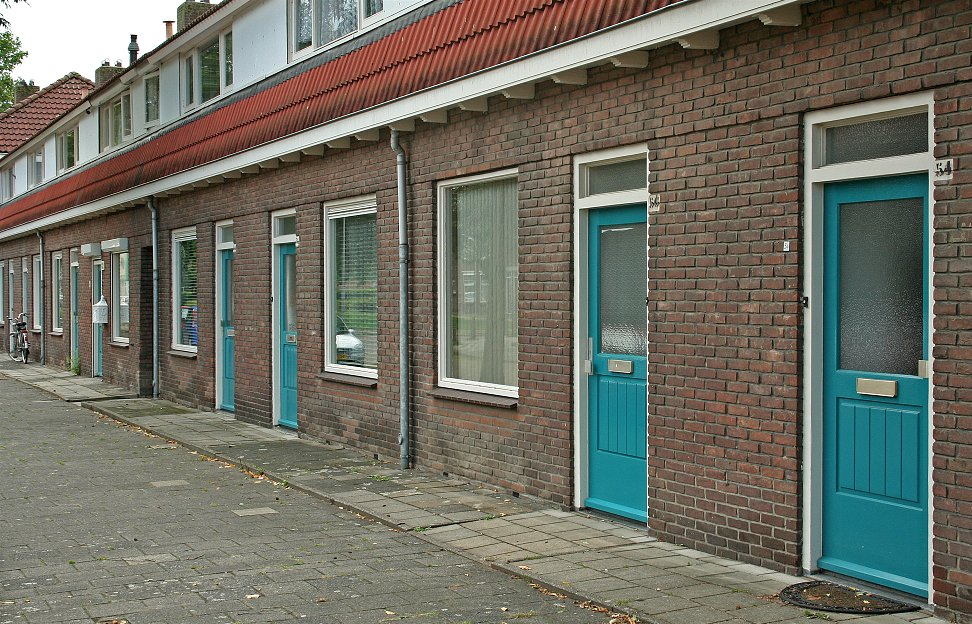
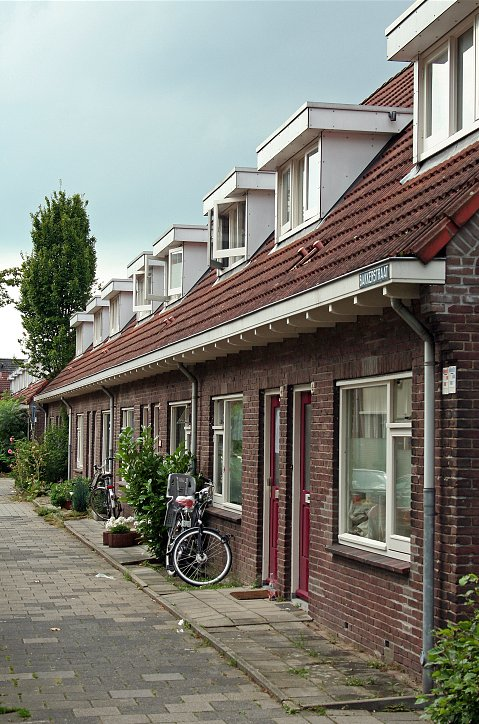
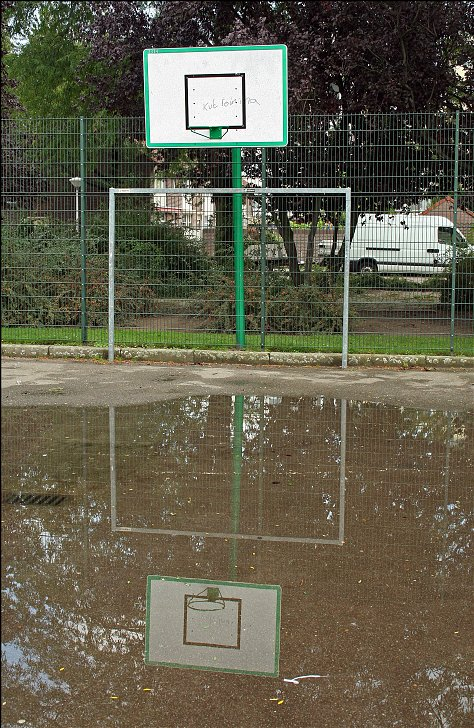
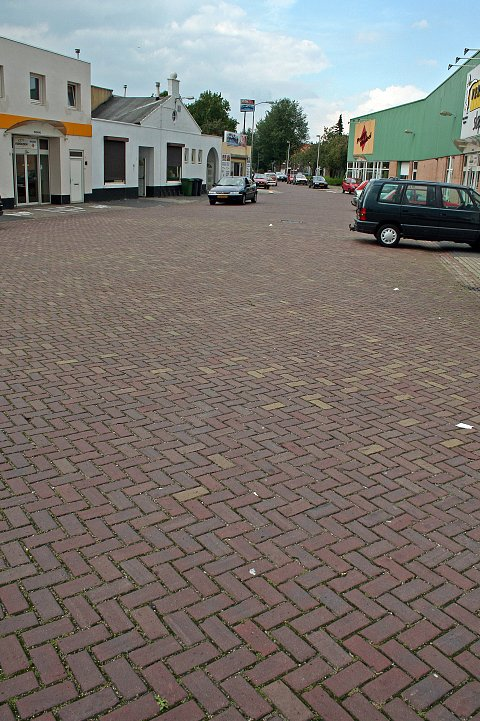
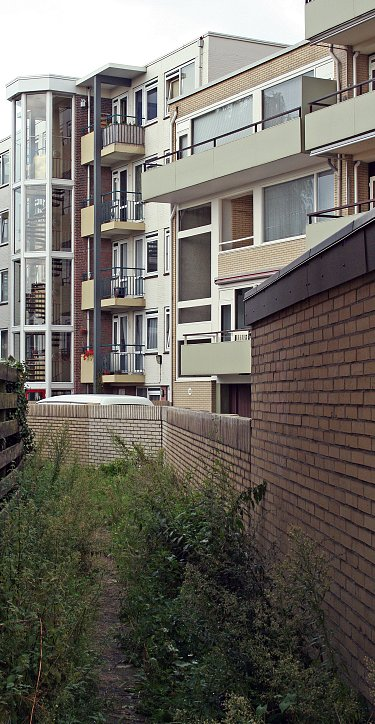
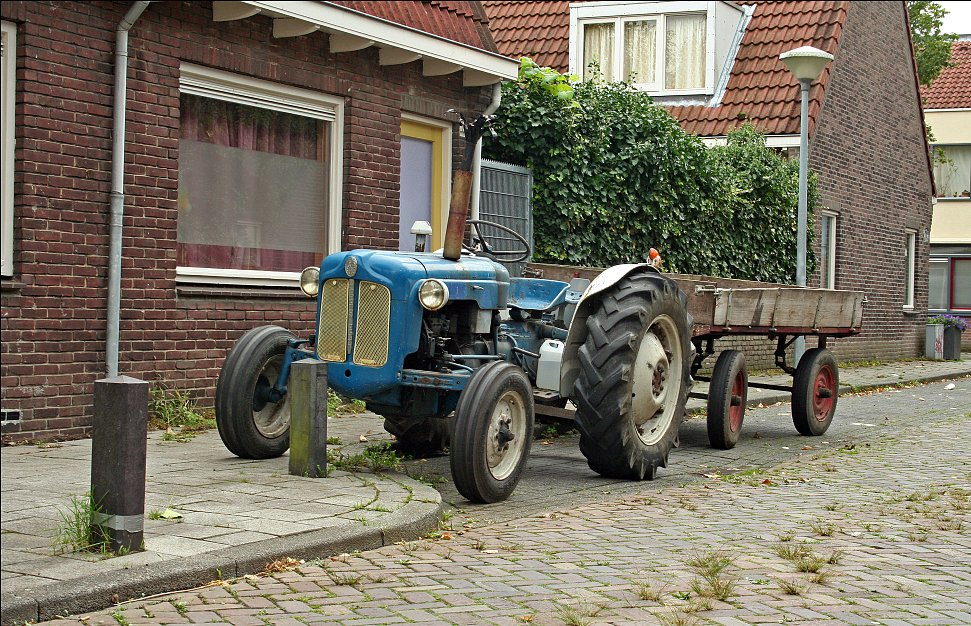
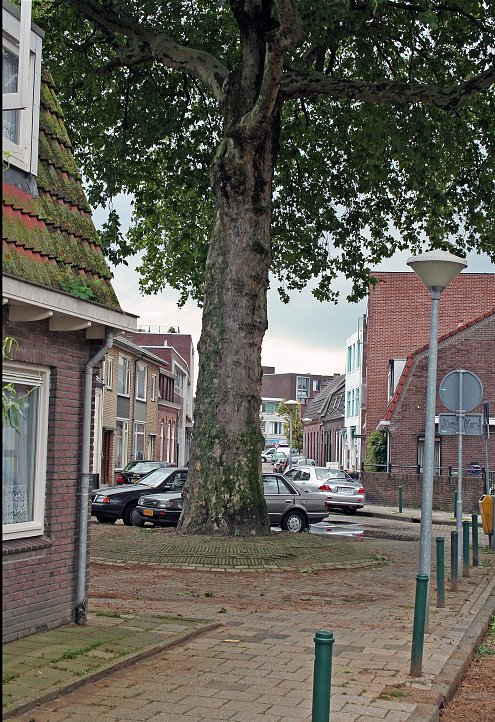
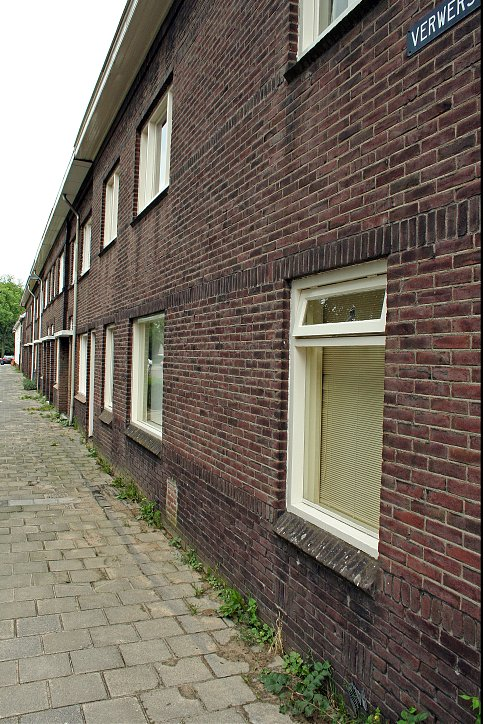
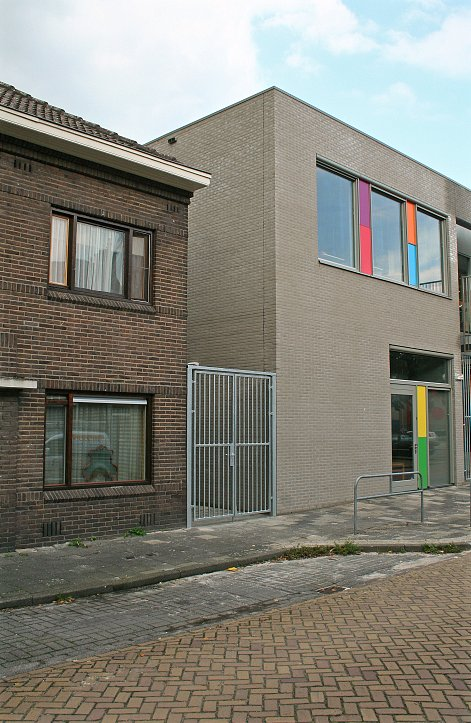
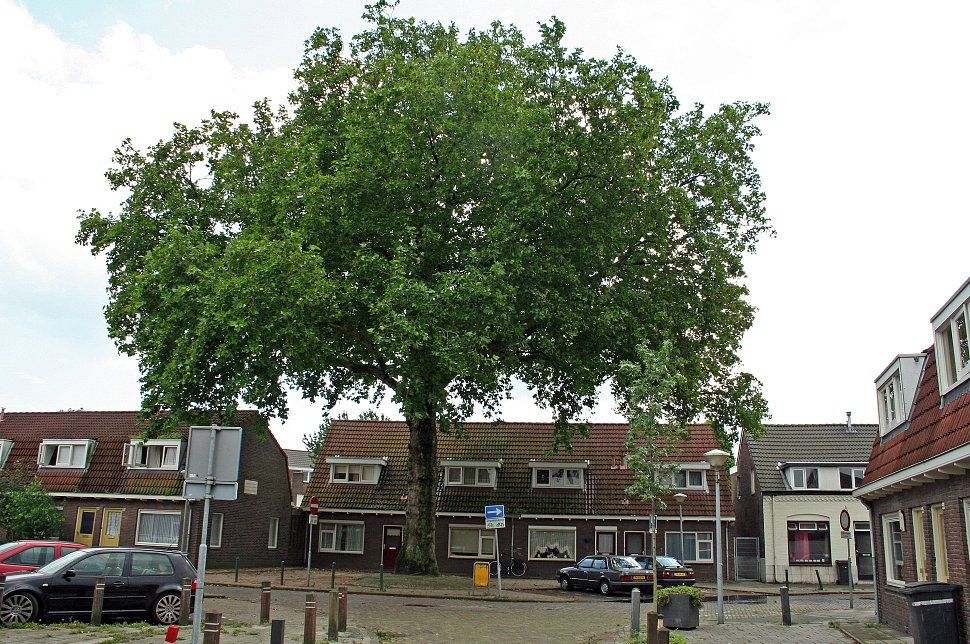
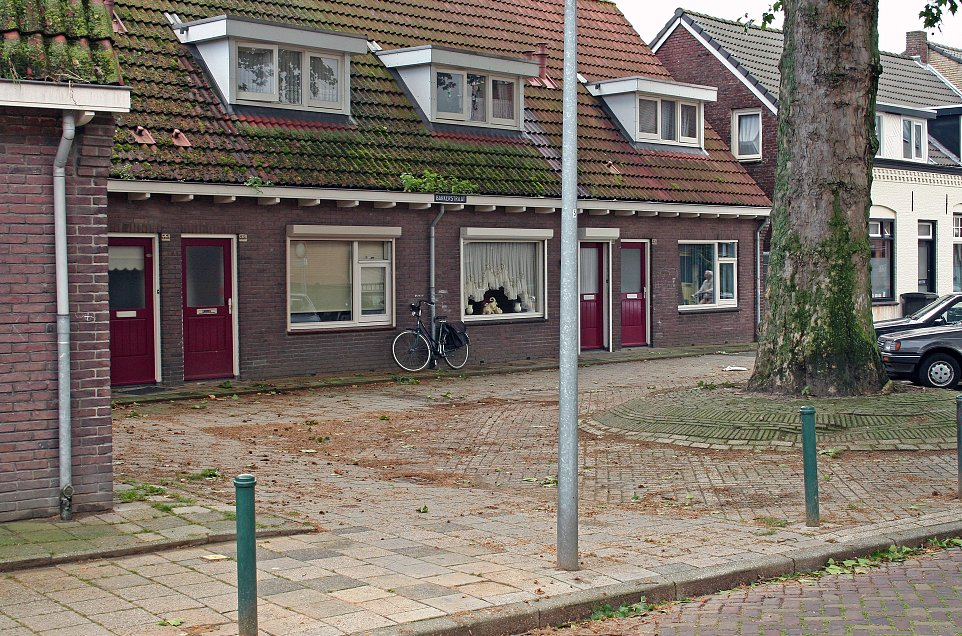
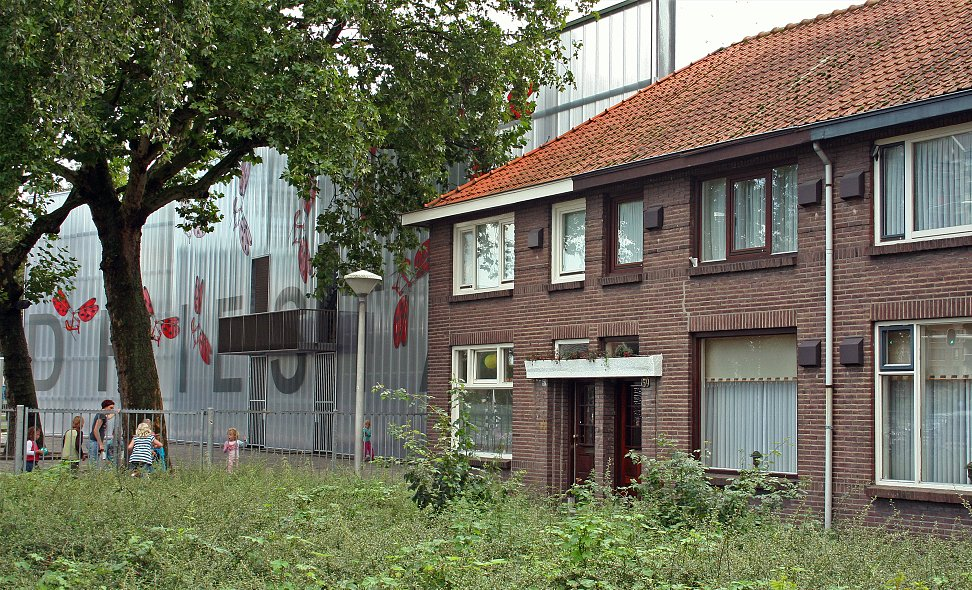